# Thierry Gouvenou
Thierry Gouvenou (* 14. Mai 1969 in Vire) ist ein ehemaliger französischer Radrennfahrer. Seit 2013 ist er für die Amaury Sport Organisation (ASO) tätig und Technischer Direktor der Tour de France.

## Sportliche Laufbahn
Thierry Gouvenou war Profiradsportler von 1991 bis 2002, ohne jedoch große Erfolge erringen zu können. Er fuhr zunächst für das Team Z, gemeinsam mit Greg LeMond, Robert Millar und Gilbert Duclos-Lassalle, später trug das Team den Namen Gan. Von 1996 bis zu seinem Karriereende hatte er einen Vertrag bei BigMat-Auber 93. Sein größter Erfolg war der siebte Rang bei Paris–Roubaix 2002, nachdem er 1998 eine Etappe der Tour de Normandie gewonnen hatte. Sieben Mal startete er bei der Tour de France; seine beste Platzierung war Rang 59 im Jahre 1998.

## Berufliches
2004 trat Gouvenou in die Dienste der ASO, zunächst als Begleiter auf dem Motorrad. Seit 2013 ist er Technischer Direktor der Tour und damit die Nummer 2 in der Organisation des Rennens hinter Direktor Christian Prudhomme.

## Palmarès
1998
- eine Etappe Tour de Normandie

## Teams
- 1991–92 – Z
- 1993–95 – Gan
- 1996 Aubervilliers
- 1997–2002 BigMat-Auber 93